# Jordi IV de Gúria
Jordi IV Gurieli va ser mtavari de Gúria del 1714 al 1726 i rei d'Imerècia el 1720.
Nascut el 1702, va regir Gúria com a administrador del 1712 al 1714 en absència del pare Mamia III Gurieli de Gúria, al qual va succeir a la seva mort el 5 de gener de 1714. El 1716 el poder a Gúria fou ocupat pel seu germà Kai Khusrau III Gurieli, però aquest se'n va anar i va tornar a agafar el poder. Assassinat Jordi VII d'Imerècia el 27 de febrer de 1720 es va proclamar rei i va prendre Kutaisi el 15 de març del 1720, però va ser deposat el juny del 1720. Es va casar amb Mariami Shirvashidze de la qual es va divorciar, i el 1717 amb Eleni-Khwaramzi, exdona de Jordi Nakashidze, Príncep de Sanakashidzo (més tard Eleni es va casar amb Koshita III Chkeidze, duc de Ratxa) i falla de Bejan I Dadiani de Mingrèlia. Va morir el 1726 i el va succeir el seu fill Mamia IV Gurieli.